# Eryngium tenue
Eryngium tenue là một loài thực vật có hoa trong họ Hoa tán. Loài này được Lam. mô tả khoa học đầu tiên năm 1798.